# Andrítsaina
Andrítsaina (Andritsaina) är en ort i Grekland.   Den ligger i prefekturen Nomós Ileías och regionen Västra Grekland, i den södra delen av landet, 170 km väster om huvudstaden Aten. Andrítsaina ligger 646 meter över havet och antalet invånare är 795.
Terrängen runt Andrítsaina är huvudsakligen kuperad, men österut är den bergig. Terrängen runt Andrítsaina sluttar norrut. Runt Andrítsaina är det mycket glesbefolkat, med 4 invånare per kvadratkilometer. Närmaste större samhälle är Alífeira, 7,2 km nordväst om Andrítsaina. 